# 阿南惟敬
阿南 惟敬（あなみ これひろ、1921年3月20日 -1975年11月17日）は、日本の軍事史学者。防衛大学校教授。
陸軍士官学校卒業。父は陸軍大将、陸軍大臣の阿南惟幾。

## 来歴
東京出身。祖父は内務官吏・阿南尚、父は陸軍大将阿南惟幾、母は阿南綾子、その二男として出生。
陸軍士官学校(56期)。結核療養のため留年。 1945年6月に陸軍士官学校(58期)を卒業したが、同年8月15日に終戦を迎える。戦後は防衛大学校教授。 軍事史学界の中心人物として機関紙『軍事史学』を刊行するなど、軍事史学の研究で功績を残した。 
著作に『清初軍事史論考』などがある。墓所は多磨霊園。

## 家系
- 父は終戦時に陸軍大臣を務めていた阿南惟幾で、惟敬は6人兄弟の三男である。父惟幾は閣議でポツダム宣言の受諾に反対しつつ、陸軍の暴走を抑えて終戦に持ち込まれたのを見届けた後、1945年8月15日早朝に割腹自決している。
- 兄である長男は早世し、弟に三男惟晟（陸軍少尉、1943年戦死）、四男・惟正（元新日本製鐵副社長、靖国神社氏子総代）、五男惟道（野間家へ養子、元講談社社長）、六男惟茂（元中華人民共和国駐箚特命全権大使）を持つ。
- 叔父に宮城事件の関係者である竹下正彦（陸軍中佐、陸将、参謀本部編制班長兼動員班長、陸軍省軍務局軍務課内政班長、第4師団長（陸自）、陸上自衛隊幹部学校長）、義妹に元講談社社長野間佐和子がいる。

## 著書
- 『清初軍事史論考』 東洋史研究室編 甲陽書房 1980年